# Explorer 12
Explorer 12 ou EPE-A  (acronyme de Energetic Particles Explorer-A) ou S-3  est un petit satellite scientifique de la NASA mis en orbite en aout 1961 pour étudier les caractéristiques physiques du milieu spatial (plasma) autour de la Terre. C'est le premier satellite d'une série de quatre satellites développé par le centre Goddard  utilisant la même plateforme S-3 et pesant une quarantaine de kilogrammes. L'engin spatial, stabilisé par rotation, emportait une série d'instruments permettant principalement de mesurer l'énergie et la direction des flux d'électrons et de protons des ceintures de radiation et d'étudier le vent solaire, les rayons cosmiques et le champ magnétique terrestre. Explorer 12 a fonctionné jusqu'au 6 décembre 1961. Les données fournies par la mission ont permis des avancées importantes portant notamment sur la forme et les caractéristiques des ceintures de radiation.  

## Contexte et objectifs de la mission
Explorer 12 est le premier satellite de la série S-3 développé par le Centre de vol spatial Goddard (établissement de la NASA) dans le cadre de son programme Explorer réunissant des missions scientifiques de faible cout. Cette série inclue également les Explorer 14 et 15 (lancés en 1962) et Explorer 26 (1964). L'objectif des missions de cette série est d'étudier particules piégées dans les ceintures de radiation, les protons du vent solaire, les particules des rayons cosmiques et les champs magnétiques terrestre et interplanétaire. Pour remplir ces objectifs Explorer 12 est placé sur une orbite très excentrique culminant à 78000 kilomètres. Durant 90% de son temps le satellite circule dans les ceintures de Van Allen pour pouvoir caractériser les protons et les électrons piégés dans celles-ci, étudier toutes les particules émises par le Soleil en particulier durant les éruptions solaires produisant des protons à haute énergie, pour étudier les rayons cosmiques en provenance de l'extérieur du système solaire et pour corréler le comportement des particules avec le champ magnétique observé dans l'espace entourant la Terre.

## Déroulement de la mission

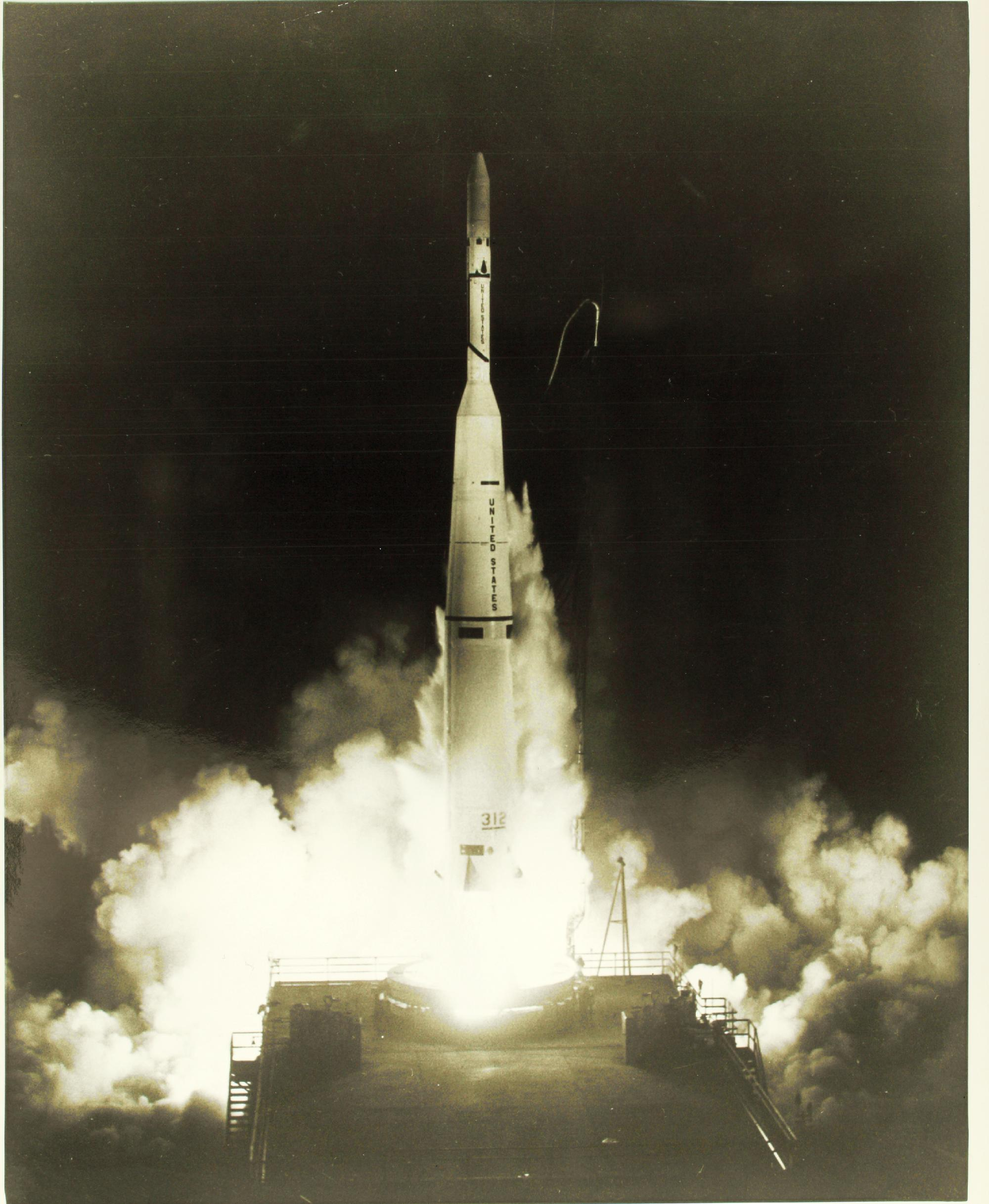
Lancement de Explorer 12.

Le satellite Explorer 12 est lancé le 16 aout 1961 par une fusée Delta A depuis Cape Canaveral. Il est placé sur une Orbite haute très excentrique de 790 km × 77 620 km avec une inclinaison orbitale de 33,4° et une période de révolution de 1587 minutes. La vitesse de rotation de 28 tours par minute s'est pratiquement maintenue à cette valeur durant toute la vie du satellite. La mission s'achève le 6 décembre 1961  à la suite d'un court-circuit dans l'émetteur radio. Des données scientifiques de qualité ont été produites durant 90% de la vie de Explorer 12 (2 568 heures),.

## Résultats
Les observations effectuées par les instruments de Explorer 12 ont permis des avancées scientifiques décisives en apportant des corrections importantes à notre compréhension des ceintures de radiation entourant la Terre. Les premiers satellites Explorer avaient identifié deux ceintures de radiation : la première constituée de protons à haute énergie située à 3 200 km d'altitude et la seconde constituée d'électrons à haute énergie située à une altitude de 16 000 kilomètres. Les données de Explorer 12 ont démontré que des électrons étaient présents aux altitudes inférieures et des protons aux altitudes supérieures. Les ceintures de radiation constituaient en fait une unique région d'une grande complexité dans lesquelles les particules étaient piégées avec des intensités variables. Cette région avait la forme d'un oeuf dont l'extrémité côté Soleil se  situait à 64 000 kilomètres  (pouvant être réduite à 40000 km en cas d'activité solaire) et l'extrémité opposée à 160 000 km. Les mesures ont permis d'identifier une baisse brutale de l'intensité du rayonnement à 8,2 rayons terrestres. Une des observations les plus importantes a été effectuée à compter du 28 septembre lorsque ont été détectées des flux de particules se déplaçant à grande vitesse qui ont été associés par la suite à un événement d'éjection de masse coronale par le Soleil. Ce phénomène a coïncidé avec une tempête magnétique sur Terre ce qui a permis d'associer les deux phénomènes. Ces constats sont à l'origine du lancement de Explorer 14 dans le but de poursuivre les investigations menées par Explorer 12. Les mesures effectuées ont également permis  de s'assurer que l'intensité du rayonnement dans les ceintures de Van Allen n'interdisaient pas les vols habités dans cette région de l'espace.
L'expérience portant sur les cellules photovoltaïques a démontré que les ceintures de radiations dégradaient rapidement les cellules   non protégées. Après seulement deux orbites  une réduction de 50% de l'électricité produite a été constatée. La dégradation a débuté lorsque le satellite revient vers son périgée et que l'altitude atteint 33000 kilomètres. Elle fut maximale lorsque les protons incidents ont une énergie comprise entre 150 keV et 4,5 MeV. Lorsque la mission s'achève (quatre mois après le lancement) les cellules photovoltaïques non protégées ne produisent plus que 29% de leur puissance nominale. A cette date les cellules recouvertes de 75 microns d’épaisseur de verre n'avaient perdu que 5% de leur puissance tandis que celles des cellules recouvertes de 500 et 1500 microns montraient les mêmes performances qu'au départ.

## Caractéristiques techniques

### Plateforme
Explorer 12 est un petit satellite stabilisé par mise en rotation. Il a une masse de 37,6 kilogrammes. La partie centrale du satellite est constituée d'un cône tronqué fixé sur une structure octogonale. Sa hauteur totale est de 48,2 centimètres (la structure octogonale a une hauteur de 14 centimètres) et son diamètre maximal est de 66,5 centimètres. La structure octogonale réalisée en nid d'abeilles de nylon et en fibre de verre est recouverte d'aluminium. Elle abrite l'essentiel de l'électronique et les instruments. Quatre panneaux solaires déployés à l'extrémité de bras et comportant en tout 5600 cellules photovoltaïques fournissent l'énergie qui est stockée dans 13 batteries argent-cadmium. Un émetteur radio de deux Watts émet dans la fréquence 136,02 MHz. L'orientation est mesurée à l'aide d'une cellule photoélectrique.

### Instruments
Explore' 12 emporte 6 expériences scientifiques et technologiques : 
- Un instrument mesurant le flux et le spectre énergétique des particules chargées et des rayons cosmiques dans le but de déterminer leur distribution spatiale et temporelle. L'expérience comprenait un tube Geiger-Müller omnidirectionnel permettant de détecter les protons de plus de 23 MeV et les électrons de plus de 1,6 MeV, un spectromètre magnétique utilisant trois détecteurs directionnels sensibles aux électrons de 40 à 100 keV et trois cristaux au sulfure de cadmium directionnels conçus pour détecter les protons de 1 keV à 10 MeV et les électrons de 200 eV à 500 keV. Les détecteurs directionnels pointaient dans une direction perpendiculaires à l'axe de rotation du satellite. L'instrument a fourni des données exploitables jusqu'à la fin. Le responsable scientifique de l'expérience était James A. Van Allen de l'Université de l'Iowa[5].
- Un analyseur électrostatique destiné à étudier les phénomènes se déroulant aux limites du champ magnétique terrestre et à étudier les flux de proton de faible énergie aux basses altitudes. L'instrument qui permettait de détecter les protons de 100 eV à 20 keV. Fourni par le Centre de recherche Ames de la NASA il a été victime d'une défaillance dès l'insertion en orbite[6].
- Un instrument mesurant l'énergie des rayons cosmiques comprenant trois types de détecteur : un double compteur de type scintillateur dénombrant les protons de 55 à 500 MeV selon 6 paliers d'énergie ainsi que les protons de plus de 600 MeV, un compteur de type scintillateur  dénombrant les protons de 1,4 à 22 MeV selon 5 paliers d'énergie et les électrons de plus de 150 keV et un compteur dénombrant les protons de plus de 30 MeV. Un ensemble de mesures complet était effectué toutes les 6,7 minutes. L'instrument, qui était fourni par le centre de vol spatial Goddard, a fonctionné durant toute la vie du satellite[7].
- Un instrument de mesure de la direction et du spectre des électrons et des protons de faible énergie piégés dans l'ionosphère et générés par les aurores. L'instrument est constitué d'un scintillateur à la poudre de phosphore recouvert d'une couche d'aluminium d'une épaisseur de 1000 Angstrœms. L'ouverture du détecteur fait un angle de 45 degrés avec l'axe de rotation. L'instrument permet d'identifier sept niveaux d'énergie pour les protons (100, 135, 186, 251, 512, 971 et 1688 keV)  avec une limite supérieure à 10 MeV et trois niveaux d'énergie pour les électrons (15, 26 et 31 keV) avec une limite supérieure à 100 keV. L'expérience a fonctionné de manière nominale durant toute la vie du satellite mais avec une résolution angulaire dégradée du fait de la vitesse de rotation trop importante. L'instrument est fourni par le centre de vol spatial Goddard[8].
- Un magnétomètre fluxgate   mesurant l'intensité et la direction du champ magnétique terrestre dans un volume de l'espace compris entre 3 et 13 rayons terrestres à l'aide de capteurs pointant dans trois directions orthogonales. Le magnétomètre permet  de mesurer une intensité comprise entre -1000 et +1000 nanoTeslas avec une précision de 12 nanoTeslas. Le magnétomètre est monté à l'extrémité d'une perche de 86 centimètres pour réduire l'incidence des champs générés par l'électronique du satellite. Les mesures sont effectuées toutes les 327 millisecondes L'instrument est fourni par l'Université du Minnesota[9].
- Quatre groupes de cellules photovoltaïques sont fixés sur le satellite pour mesurer l'impact des ceintures de radiations de Van Allen sur leur fonctionnement. Un groupe de cellules ne reçoit aucune protection et les trois autres groupes sont protégés par une couche de verre d'épaisseur différente (75, 500 et 1500 microns). L'énergie électrique produite lorsque l'incidence du rayonnement solaire est normale et dans le cas contraire est mesurée de manière continue. L'expérience est fournie par le centre de vol spatial Goddard[3].